# Ralph Purchase
Ralph Purchase   (Newport, 11 de juliol de 1916 - Sun City West, 11 de gener de 2000) fou un remer estatunidenc que va competir durant la dècada de 1940.
El 1948 va prendre part en els Jocs Olímpics de Londres, on guanyà la medalla d'or en la prova del vuit amb timoner del programa de rem.